# Paranormal Activity
Hiện tượng siêu nhiên (tiếng Anh: Paranormal Activity) là một bộ phim kinh dị siêu nhiên của Mỹ năm 2007, được viết kịch bản và đạo diễn bởi Oren Peli. Bộ phim nói về một cặp vợ chồng trẻ là Katie và Micah và đặc biệt là Katie đang bị ám ảnh bởi sự kiện siêu nhiên trong nhà của họ. Bộ phim được trình bày theo phong cách "Found footage (thể loại)", từ máy quay phim được lấp đặt bởi cặp vợ chồng trong một nỗ lực để ghi lại những gì đang ám ảnh họ.
Bộ phim được phát triển như là một phim độc lập và được chiếu tại liên hoan phim năm 2007, bộ phim đã được mua lại bởi hãng Paramount Pictures và được sửa đổi với một kết thúc mới. Phim đã được đưa ra một thông cáo hạn chế ở Mỹ vào ngày 25, 2009 và sau đó phát hành trên toàn quốc vào ngày 16 tháng 10 năm 2009. Bộ phim kiếm được gần 108,000,000$ tại các rạp ở Mỹ và hơn 85.000.000$ trên toàn thế giới với tổng doanh số trên toàn thế giới là 193,000,000$. Paramount/DreamWorks mua bản quyền với giá 350,000$. Đây là bộ phim có lợi nhuận nhất dựa trên lợi tức đầu tư, mặc dù con số đó rất khó để xác minh một cách độc lập như thế này là có khả năng loại trừ chi phí tiếp thị.
Phần tiếp theo, Paranormal Activity 2 được phát hành vào ngày 22 tháng 10 năm 2010. Sự thành công của hai bộ phim đầu tiên đã sinh ra Paranormal Activity 3, phát hành vào ngày 21 Tháng Mười năm 2011, Paranormal Activity 4 phát hành vào ngày 19 Tháng 10 năm 2012, và Paranormal Activity: The Marked Ones phát hành vào ngày 03 tháng 1 năm 2014.

## Nội dung
Tháng Chín năm 2006, một cặp vợ chồng trẻ là Katie và Micah chuyển đến sống tại một ngôi nhà mới ở San Diego. Katie nói với Micah rằng ma quỷ đang ám ảnh cô ấy. Sau đó Micah lấp đặt một máy quay phim trong phòng ngủ của họ để ghi lại những hoạt động xảy ra trong khi họ ngủ. Katie nhờ đến Tiến sĩ tâm linh Fredrichs, ông nói rằng Katie bị ám ảnh bởi một con quỷ và có ý định hành hạ Katie. Ông khuyên gia đình không liên lạc với con quỷ và liên lạc với Tiến sĩ Johann Averies nếu cần thiết. Katie có vẻ quan tâm, nhưng Micah không thực hiện việc này nghiêm túc.
Trải qua từng đêm, hiện tượng kỳ lạ được ghi nhận trong máy quay, chẳng hạn như tiếng ồn, ánh sáng nhấp nháy và cửa ra vào tự chuyển động. Trong đêm 15, Katie bị mộng du, cô đứng bên cạnh phía giường Micah và nhìn chằm chằm vào anh ta trong hai giờ trước khi đi ra ngoài. Micah cố gắng thuyết phục Katie quay trở lại bên trong, nhưng cô từ chối và dường như cô quên nó ngay vào ngày hôm sau.
Một ngày, Micah mang về nhà một bảng Ouija, Katie tức giận và hét lên bảo Micah mang nó đi. Khi họ ra khỏi nhà, máy ảnh ghi lại một sức mạnh vô hình di chuyển cái bảng để tạo thành một thông điệp không rõ ràng, sau đó nó tự nhiên bốc cháy. Katie nhìn thấy video và xin Micah liên lạc với Tiến sĩ Johann Averies, nhưng một lần nữa ông từ chối. Trong đêm 17, Micah rắc bột talc trên hành lang và phòng ngủ. Hai vợ chồng bị đánh thức, và họ tìm thấy dấu chân con người không dẫn đến phòng ngủ từ tầng áp mái, nơi Micah tìm thấy một bức ảnh bị cháy của Katie thời trẻ. Cuối cùng Katie gọi cho Tiến sĩ Averies, nhưng ông nói không thể. Các sự kiện tiếp tục diễn ra, nhưng nó dần dần phát triển tồi tệ hơn khi Micah thiếu thận trọng và chế nhạo con quỷ, làm cho nó tức giận.
Cuối cùng, họ gọi Tiến sĩ Fredrichs thay vì Tiến sĩ Averies, nhưng ông cảm thấy năng lượng ma quỷ tràn ngập khi vào. Ông xin lỗi bất chấp lời cầu xin của họ, ông nói rằng sự hiện diện của mình chỉ làm cho con quỷ tức giận hơn. Trong đêm 20, Katie bị kéo ra khỏi phòng ngủ bởi một sức mạnh vô hình. Khi Micah chạy đến giúp đỡ, con quỷ đóng sầm cửa vào anh ta. Micah cuối cùng cứu cô nhưng họ cảm thấy rằng con quỷ vẫn ẩn nấp ở tầng trên, họ đi xuống cầu thang với chăn ngủ và họ ngủ trên ghế. Sáng hôm sau Micah phát hiện ra dấu cắn trên lưng anh. Sau đó, Micah tìm thấy Katie trong trạng thái thôi miên ngồi trên hành lang, nắm chặt một thập tự giá trong bàn tay. Ông giận dữ đốt cháy thánh giá và ảnh trong lò sưởi. Sau đó họ rời khỏi đó, Katie dường như mất liên lạc với thực tế nhưng Micah khẳng định họ sẽ không sao từ bây giờ.
Đêm sau, Katie ra khỏi giường và nhìn chằm chằm vào Micah trong hai giờ trước khi đi xuống cầu thang. Sau một lúc im lặng, Katie hét lên tên Micah cùng với một giọng nói kì lạ, ông vội chạy đến cô. Dừng la hét, Katie bước đi lên cầu thang. Cô ném cơ thể của Micah vào phía máy quay. Cô từ từ bước vào phòng, lại gần cơ thể Micah và sau đó nhìn lên máy ảnh với một nụ cười. Khi cô hướng về phía máy ảnh, khuôn mặt của cô mang một diện mạo ma quỷ. Cuối phim, một văn bản bằng lời rằng cơ thể Micah được phát hiện bởi cảnh sát ngày 11 tháng 10 năm 2006, và nơi ở của Katie vẫn chưa được biết.

## Diễn viên
- Katie Featherston vai Katie
- Micah Sloat vai Micah
- Mark Fredrichs vai Bác sĩ Fredrichs
- Amber Armstrong vai Amber
- Ashley Palmer as Diane
- Gerardo Vazquez vai Jerry Vazquez